# Brasileon pennyi
Brasileon pennyi är en insektsart som först beskrevs av Miller in Miller och Stange 1989.  Brasileon pennyi ingår i släktet Brasileon och familjen myrlejonsländor. Inga underarter finns listade i Catalogue of Life.